# Papà ti ricordo
Papà ti ricordo è un film del 1952 diretto da Mario Volpe.

## Trama
Andrea è un musicista che nelle funzioni religiose suona l'organo in chiesa. È innamorato di Maria, ma il padre della ragazza non vede di buon occhio il loro legame e riesce a convincere il parroco ad allontanarlo e a farlo trasferire a Roma. Qui Andrea entra nell'ambiente musicale, conosce un ricco editore e fa amicizia con Daria, la sua amante. I due intrecciano una relazione segreta, ma intanto si fa viva Maria, che gli rivela di aspettare un figlio da lui e che, cacciata di casa, dovrà essere ospitata da amici. Andrea dovrebbe assumersi le proprie responsabilità e sposarla ma, innamorato ormai di Daria, cerca di prendere tempo, tanto che Maria è costretta ad affrontare direttamente la rivale. All'animata discussione fra le due assiste non visto il ricco editore musicale che, scoperta la tresca, si vendica uccidendo Daria. 
Andrea viene accusato di omicidio ma rinuncia a difendersi, convinto che la colpevole sia Maria. Maria, che nel frattempo ha dato alla luce la piccola Marcellina, invece attribuisce davvero ad Andrea il delitto, torna al paese e sposa un vecchio pretendente. Gli anni passano, Andrea sconta la sua pena mentre l'editore, in punto di morte, confessa di essere lui l'assassino. Andrea torna allora da Maria, ma questa lo implora di non rivelare la verità proprio quando Marcellina, divenuta adulta, sta per sposarsi. Il musicista pertanto è costretto a sacrificarsi ancora, ma è felice perché la figlia lo ha comunque riconosciuto.

## Produzione
Il film è ascrivibile al filone dei melodrammi sentimentali, comunemente detto strappalacrime, allora molto in voga tra il pubblico italiano, in seguito ribattezzato dalla critica con il termine neorealismo d'appendice.